# マラト・ビクマエフ
マラト・ビクマエフ（Marat Bikmaev、1986年1月1日 - ）は、ウズベキスタン・タシュケント出身の元サッカー選手。現役時代のポジションはMF。

## 経歴

### クラブ
2002年、ウズベク・リーグのFCパフタコール・タシュケントで僅か16歳にしてキャリアをスタートさせた。パフタコールでは39試合に出場し14得点を挙げリーグ戦やカップ戦優勝に貢献をした。
2004年にクリリヤ・ソヴェトフ・サマーラへ移籍。2006年にはFCルビン・カザンへ移籍をした。ルビンではリザーブチームでプレーをしたが、トップチームでプレーをする機会はなかった。
2008年、PFCスパルタク・ナリチクへ移籍。3月15日の開幕戦のサトゥルン・ラメンスコーエ戦でデビューをした。2010年、双方合意の下で契約を解消。フリートランスファーでFCアラニア・ウラジカフカスへ移籍をした。
2012年6月20日、カザフスタンのFCアクトベに移籍。その日に行われたカザフスタン・カップのLashyn戦で移籍後初ゴールを記録した。

### 代表
2004年3月31日、2006 FIFAワールドカップ・アジア予選の台湾代表との試合でA代表デビュー。2004年6月9日、同大会のパレスチナ戦(3-0)で代表初ゴールを記録した。

## 所属クラブ
- FCパフタコール・タシュケント 2002-2004
- クリリヤ・ソヴェトフ・サマーラ 2004-2005
- FCルビン・カザン 2006-2007
- PFCスパルタク・ナリチク 2008-2010
- FCアラニア・ウラジカフカス 2010-2012
- FCアクトベ 2012-2013
- PFCロコモティフ・タシュケント 2013-2018
- FCパフタコール・タシュケント 2019
- PFCロコモティフ・タシュケント 2020-2021
- PFCディナモ・サマルカンド 2022
- PFCロコモティフ・タシュケント 2023

## タイトル
クラブ
- FCパフタコール・タシュケント
  - ウズベク・リーグ：4 (2002, 2003, 2004, 2019)
  - ウズベキスタン・カップ：4 (2002, 2003, 2004, 2019)

- FCアクトベ
  - カザフスタン・プレミアリーグ：1 (2013)

- PFCロコモティフ・タシュケント
  - ウズベク・リーグ：3 (2016, 2017, 2018)
  - ウズベキスタン・カップ：3 (2014, 2016, 2017)